# Odontoglossum blandum
Odontoglossum blandum,, es una especie de orquídea con hábitos de epifita, originaria de Sudamérica. Originaria de  Ecuador a Perú.

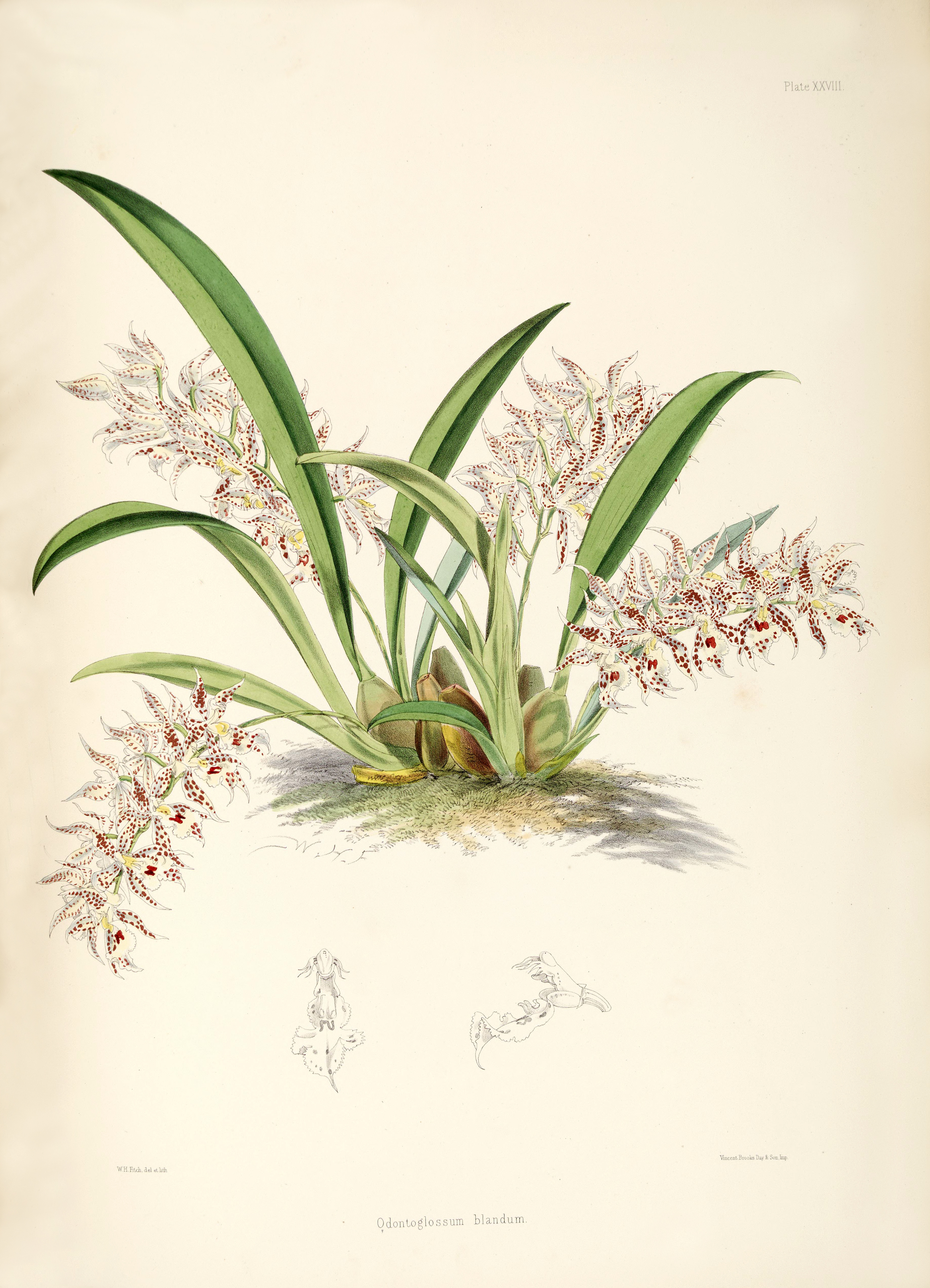
Ilustración

## Descripción
Es una  orquídea  de pequeño tamaño, con hábitos de epifita y cespitosa, ocasionalmente litofita o terrestre que se encuentra en los bosques muy húmedos, montanos, con pseudobulbos sulcados elíptico-piriformes, rodeados por varias vainas foliares con hojas linear-lanceoladas con una base peciolada  conduplicada. Florece en una inflorescencia axilar de 17 a 19 cm de largo, delgada, cilíndrica, con las flores con un par de brácteas estrechas distantes y diminutas, ovadas, acuminadas que surge de un  pseudobulbo maduro y que aparece en la primavera y el verano.

## Distribución y hábitat
Se encuentra en Venezuela, Santander y Norte de Santander en Colombia, Ecuador y Perú en el borde de los bosques de niebla a elevaciones de 1000? a 3.000 metros.

## Taxonomía
Odontoglossum blandum fue descrita por Heinrich Gustav Reichenbach   y publicado en The Gardeners' Chronicle & Agricultural Gazette 1342. 1870.
Etimología
Odontoglossum: nombre genérico que procede del griego antiguo  "odontos" = (diente) y "glossos" = (lengua), pues el  labelo  presenta en su centro unas callosidades en forma de dientes.
blandum: epíteto latino que significa "seductor".
Sinonimia
- Oncidium blandum (Rchb. f.) M.W. Chase & N.H. Williams[1][4][5]